# Knud Vermehren
Knud Frederik Rasmus Vermehren (Koppenhága, 1890. december 19. – Gentofte, 1985. január 1.) olimpiai bajnok dán tornász.
Az 1920. évi nyári olimpiai játékokon indult, mint tornász és a szabadon választott gyakorlatok csapatversenyben aranyérmes lett.
Klubcsapata a Gymnastik- og Svømmeforeningen Hermes volt.